# 이도형 (야구인)
이도형(李到炯, 1975년 5월 24일 ~ )은 전 KBO 리그 한화 이글스의 포수, 내야수, 지명타자이자, 현재 KBO 리그 두산 베어스의 2군 타격코치이다. 그의 사촌은 사격 선수인 김유연이다.

## 선수 시절

### OB 베어스&두산 베어스시절
1993년에 입단하였다. 1995년 한국시리즈에서 우승했다. 현역으로 군 복무를 마친 후 홍성흔에게 주전에서 밀렸고, 2001년 한국시리즈에서 우승한 후 2002년 1월 17일에 강인권을 상대로 한 현금 트레이드로 한화 이글스에 이적했다.

### 한화 이글스시절
2010년 시즌 후 FA를 선언했으나, 그를 원하는 팀이 없어 현역에서 은퇴했다.

## 야구선수 은퇴 후
2013년 KBO의 육성 위원으로 위촉됐고, 2014년 시즌 후 강인권이 두산 베어스로 이적하며 N팀(1군) 배터리코치로 보직이 변경된 최기문을 대신해 고양 다이노스의 배터리코치로 영입됐다.
2017년 당시 NC 다이노스의 코치였던 박승호, 김광림이 팀을 떠나며 1군으로 승격됐다.

## 배우자
- '김회정'

## 별명
- 그의 처가는 충청북도 청주시에 있는데, 부동산 재벌로 알려진 그의 장모가 한화 이글스 선수단이 청주야구장에서 경기를 치를 때마다 그에 대한 응원의 의미로 피자를 주문했고, 피자가 배달되는 날마다 홈런을 쳐 '피자도형'이라고 불렸다.[5]
- 다른 야구장보다 유독 장모의 고향인 청주야구장에서 열리는 경기에서 맹활약해서 미국 MLB의 대표적 장타자 배리 본즈의 이름에서 유래한 '청주 본즈'라고 불린다.
- 일부에서는 '청주의 신'이라고도 부른다.[6]

## 트리비아
- 그의 서울학동초등학교 동기로는 전 국가대표 농구 선수 서장훈, 전 LG 트윈스의 투수 전승남이 있다.

## 에피소드
- 주 포지션은 포수지만, 어깨 수술 후 송구 능력이 저하돼 지명타자로도 자주 출장했다. 2004년 8월 8일 삼성 라이온즈와의 경기에서 주전 1루수 김태균과 백업 1루수 최진행이 모두 대타로 교체돼 1루수 대수비를 본 적이 있다. 이후 간혹 1루수로 출장했는데, 선수 생명을 끝나게 한 2010년의 부상도 1루 수비 중 충돌에서 비롯됐다.
- KBO 리그 통산 끝내기 홈런 1위(6개)를 기록했다. 특히 2009년 7월 4일 KIA전에서 1점차로 뒤지고 있던 도중 투수 한기주를 상대로 팀 최다 연패 기록이었던 12연패를 끊어내는 끝내기 투런 홈런을 쳐 냈고, 팀 선배 정민철의 은퇴식이 열렸던 9월 12일 히어로즈전에서 1점차로 뒤지고 있던 도중 투수 조용준을 상대로 끝내기 3점 홈런을 쳐 내 팬들에게 깊은 인상을 남겼다. 히어로즈전 9점차 역전승은 당시 KBO 리그 역사상 최다 점수차 역전 타이 기록이었다.

## 출신 학교
- 서울학동초등학교
- 휘문중학교
- 휘문고등학교

## 통산 기록
| 연 도           | 소 속           | 나 이           | 출 장 | 타 석 | 타 수 | 득 점 | 안 타 | 2 루 타 | 3 루 타 | 홈 런 | 타 점 | 도 루 | 도 실 | 볼 넷 | 삼 진 | 타 율 | 출 루 율 | 장 타 율 | O P S | 루 타 | 병 살 타 | 몸 맞 | 희 타 | 희 플 | 고 4 |
| --------------- | --------------- | --------------- | ----- | ----- | ----- | ----- | ----- | ------- | ------- | ----- | ----- | ----- | ----- | ----- | ----- | ----- | -------- | -------- | ----- | ----- | -------- | ----- | ----- | ----- | ---- |
| 1994            | OB              | 20              | 60    | 123   | 112   | 10    | 30    | 3       | 1       | 4     | 18    | 1     | 0     | 7     | 28    | .268  | .317     | .420     | .737  | 47    | 2        | 2     | 0     | 2     | 0    |
| 1995            | OB              | 21              | 95    | 307   | 283   | 38    | 82    | 12      | 0       | 14    | 48    | 1     | 1     | 17    | 53    | .290  | .333     | .481     | .814  | 136   | 9        | 3     | 1     | 3     | 1    |
| 1996            | OB              | 22              | 6     | 18    | 18    | 1     | 4     | 1       | 0       | 0     | 1     | 0     | 0     | 0     | 3     | .222  | .222     | .278     | .500  | 5     | 2        | 0     | 0     | 0     | 0    |
| 1997            | OB              | 23              | 81    | 229   | 208   | 17    | 44    | 9       | 1       | 5     | 34    | 1     | 0     | 12    | 37    | .212  | .263     | .337     | .600  | 70    | 4        | 4     | 1     | 4     | 0    |
| 2000            | 두산            | 26              | 69    | 138   | 125   | 9     | 33    | 6       | 1       | 2     | 19    | 0     | 0     | 10    | 20    | .264  | .314     | .376     | .690  | 47    | 2        | 0     | 1     | 2     | 0    |
| 2001            | 두산            | 27              | 40    | 93    | 86    | 6     | 22    | 7       | 1       | 2     | 13    | 0     | 0     | 5     | 16    | .256  | .312     | .430     | .742  | 37    | 4        | 2     | 0     | 0     | 0    |
| 2002            | 한화            | 28              | 123   | 392   | 365   | 36    | 88    | 15      | 0       | 16    | 55    | 2     | 1     | 20    | 66    | .241  | .282     | .414     | .696  | 151   | 10       | 2     | 2     | 3     | 2    |
| 2003            | 한화            | 29              | 125   | 420   | 365   | 40    | 97    | 19      | 0       | 16    | 58    | 0     | 1     | 37    | 46    | .266  | .337     | .449     | .786  | 164   | 13       | 4     | 10    | 4     | 3    |
| 2004            | 한화            | 30              | 66    | 183   | 165   | 10    | 43    | 8       | 0       | 6     | 27    | 0     | 0     | 12    | 29    | .261  | .315     | .418     | .733  | 69    | 6        | 2     | 2     | 2     | 0    |
| 2005            | 한화            | 31              | 113   | 431   | 391   | 43    | 101   | 18      | 1       | 22    | 72    | 0     | 0     | 30    | 75    | .258  | .325     | .478     | .803  | 187   | 15       | 9     | 0     | 1     | 0    |
| 2006            | 한화            | 32              | 119   | 466   | 426   | 46    | 109   | 22      | 0       | 19    | 63    | 0     | 2     | 26    | 68    | .256  | .306     | .441     | .747  | 188   | 7        | 6     | 5     | 3     | 0    |
| 2007            | 한화            | 33              | 79    | 199   | 177   | 18    | 33    | 4       | 0       | 6     | 26    | 0     | 0     | 20    | 29    | .186  | .271     | .311     | .582  | 55    | 11       | 1     | 0     | 1     | 1    |
| 2008            | 한화            | 34              | 54    | 71    | 67    | 2     | 15    | 1       | 0       | 2     | 16    | 0     | 0     | 3     | 16    | .224  | .254     | .328     | .582  | 22    | 3        | 0     | 0     | 1     | 0    |
| 2009            | 한화            | 35              | 98    | 320   | 280   | 33    | 89    | 15      | 1       | 12    | 56    | 0     | 0     | 37    | 40    | .318  | .400     | .507     | .907  | 142   | 11       | 2     | 0     | 1     | 0    |
| 2010            | 한화            | 36              | 27    | 96    | 86    | 8     | 25    | 2       | 0       | 4     | 13    | 0     | 0     | 7     | 11    | .291  | .354     | .453     | .808  | 39    | 0        | 2     | 0     | 1     | 0    |
| KBO 통산 : 15년 | KBO 통산 : 15년 | KBO 통산 : 15년 | 1155  | 3486  | 3154  | 317   | 815   | 142     | 6       | 130   | 519   | 5     | 5     | 243   | 537   | .258  | .317     | .431     | .748  | 1359  | 99       | 39    | 22    | 28    | 7    |